# Premi Ciutat d'Alcoi de Novel·la Isabel-Clara Simó
El Premi Ciutat d'Alcoi de Novel·la Isabel-Clara Simó és un guardó literari per a novel·les inèdites en llengua catalana, que es concedeix anualment per l'Ajuntament d'Alcoi. Va néixer el 2020 en record de l'escriptora alcoiana Isabel-Clara Simó. Té una dotació de 8.000 euros bruts, i la novel·la guanyadora és publicada a l'editorial Bromera.

## Guanyadors
- 2020 Vi i veritat de Natàlia Gisbert Abad.[2]
- 2021 La Persistència dels roures de Sebastià Carratalà[3]
- 2022 desert[4]
- 2023 No hi ha demà de Montserrat Espallargas[5]